# Clapton Chronicles: The Best of Eric Clapton
Clapton Chronicles: The Best of Eric Clapton es un álbum recopilatorio del músico británico Eric Clapton, publicado por la compañía discográfica Reprise Records en octubre de 1999. Incluyó dos canciones nuevas: "Blue Eyes Blue", previamente publicada como sencillo, y "(I) Get Lost", compuesta para la banda sonora del largometraje The Story of Us. El recopilatorio fue votado mejor álbum de rock extranjero por la Recording Industry Association of Japan (RIAJ).

## Lista de canciones
| N.º | Título                                        | Escritor(es)                                  | Productor(es)                  | Duración |  |
| 1.  | «Blue Eyes Blue»                              | Diane Warren                                  | Rob Cavallo                    | 4:42     |  |
| 2.  | «Change the World»                            | Tommy Sims, Gordon Kennedy, Wayne Kirkpatrick | Babyface                       | 3:55     |  |
| 3.  | «My Father's Eyes»                            | Eric Clapton                                  | Eric Clapton & Simon Climie    | 5:24     |  |
| 4.  | «Tears in Heaven»                             | Eric Clapton, Will Jennings                   | Russ Titelman                  | 4:33     |  |
| 5.  | «Layla»                                       | Eric Clapton, Jim Gordon                      | Titelman                       | 4:37     |  |
| 6.  | «Pretending»                                  | Jerry Lynn Williams                           | Titelman                       | 4:43     |  |
| 7.  | «Bad Love»                                    | Eric Clapton, Mick Jones                      | Titelman                       | 5:14     |  |
| 8.  | «Before You Accuse Me»                        | Ellas McDaniel                                | Titelman                       | 3:57     |  |
| 9.  | «It's in the Way That You Use It»             | Eric Clapton, Robbie Robertson                | Tom Dowd & Eric Clapton        | 4:11     |  |
| 10. | «Forever Man»                                 | Williams                                      | Ted Templeman & Lenny Waronker | 3:11     |  |
| 11. | «Running on Faith»                            | Williams                                      | Titelman                       | 6:26     |  |
| 12. | «She's Waiting»                               | Eric Clapton, Peter Robinson                  | Phil Collins                   | 4:58     |  |
| 13. | «River of Tears»                              | Eric Clapton, Simon Climie                    | Eric Clapton & Simon Climie    | 7:21     |  |
| 14. | «(I) Get Lost»                                | Eric Clapton                                  | Eric Clapton & Simon Climie    | 4:21     |  |
| 15. | «Wonderful Tonight» (En directo)              | Eric Clapton                                  | Titelman                       | 5:24     |  |
| 16. | «Hard Times» (Tema extra en edición japonesa) | Ray Charles                                   | Titelman                       | 3:13     |  |

## Posición en listas
| Lista (1999–2015)                              | Posición |
| ---------------------------------------------- | -------- |
| Alemania (Media Control Charts)                | 3        |
| Australia (ARIA)                               | 16       |
| Australia (ARIA Jazz/Blues Albums)             | 1        |
| Austria (Ö3 Austria)                           | 1        |
| Bélgica (Ultratop flamenca)                    | 16       |
| Bélgica (Ultratop valona)                      | 8        |
| Canadá (RPM)                                   | 6        |
| Croacia (IFPI)                                 | 28       |
| Dinamarca (Hitlisten)                          | 1        |
| Estados Unidos Billboard 200                   | 20       |
| Estados Unidos (Billboard Top Internet Albums) | 14       |
| Estados Unidos (Billboard Top Music Videos)    | 23       |
| España (PROMUSICAE)                            | 5        |
| Europa (IFPI)                                  | 1        |
| Finlandia (Suomen Virallinen Lista)            | 2        |
| Grecia (IFPI)                                  | 1        |
| Hungría (MAHASZ)                               | 14       |
| Irlanda (IRMA)                                 | 7        |
| Italia (FIMI)                                  | 17       |
| (Oricon)                                       | 1        |
| Malasia (RIM)                                  | 1        |
| Nueva Zelanda (Recorded Music NZ)              | 12       |
| Noruega (VG-lista)                             | 3        |
| Países Bajos (Album Top 100)                   | 17       |
| Portugal (AFP)                                 | 2        |
| Reino Unido (UK Albums Chart)                  | 6        |
| Reino Unido (OCC)                              | 6        |
| Rumania (IFPI)                                 | 1        |
| Suecia (Sverigetopplistan)                     | 1        |
| Suiza (Schweizer Hitparade)                    | 5        |